# Center City (Philadelphia)
Center City is een stadsdeel van de Amerikaanse stad Philadelphia en is het oude historische centrum van de stad. Het stadsdeel had 183.240 inwoners in 2015.

## Bezienswaardigheden
- Independence National Historical Park
- Liberty Place
- Stadhuis van Philadelphia

## Wijken
- Chinatown
- Fitler Square
- French Quarter
- Logan Square
- Market East
- Old City
- Rittenhouse Square
- Society Hill
- Washington Square West